# Adolph Friedrich Trendelenburg
Adolph Friedrich Trendelenburg, auch Adolf Friedrich Trendelenburg (* 25. Mai 1737 in Neustrelitz; † 18. August 1803 in Kiel) war ein deutscher Jurist, Hochschullehrer, dreimaliger Rektor der Universität Bützow und Hofpfalzgraf.

## Leben und Beruf
Adolph Friedrich Trendelenburg wurde geboren als siebentes von 16 Kindern des Hofpredigers und Superintendenten des Kirchenkreises Stargard, Theodor Trendelenburg (1696–1765), und dessen Frau Magdalena Elisabeth, geborene Oertling (1705–1796), eine Pastorentochter aus Brunn.
Trendelenburg besuchte das Katharineum zu Lübeck und immatrikulierte sich nach erfolgreichem Abschluss an der Georg-August-Universität Göttingen. Hier wurde Trendelenburg Mitglied der Deutschen Gesellschaft und 1760 auch zum Doktor der Jurisprudenz promoviert. Ein Jahr später, 1761 folgte gleich eine zweite Promotion zum Magister artium, dem sich anschließend eine Berufung zur außerordentlichen Professur an die Universität Helmstedt anschloss. 1762 ging Trendelenburg nach Bützow und lehrte dort Jura. 1768 wurde ihm die Würde eines Hofpfalzgrafen zugesprochen, die ihn unter anderem befähigte, Notare zu ernennen und uneheliche Kinder zu legitimieren. 
1765 wurde Trendelenburg erstmals zum Rektor der Universität Bützow ernannt. Zwei weitere Amtszeiten schlossen sich 1769 und 1772/73 an. 1774 wurde Trendelenburg nach Aufenthalt in Wismar zum Assessor am schwedischen Obertribunal ernannt. 1783 folgte er dem Ruf an die Christian-Albrechts-Universität zu Kiel, wo er bis zu seinem Tod 1803 Ordinarius der Rechtswissenschaften blieb.
Bereits in seiner Schul- und Studentenzeit verfasste er zahlreiche Gratulations- und Gelegenheitsschriften.
Trendelenburg war verheiratet. Bekannt ist ein Sohn, Ludwig Friedrich Theodor Trendelenburg (get. 10. Januar 1765 in Bützow), sowie eine Tochter, Friederike Wilhelmine Trendelenburg (1766–1819), die den Kieler Theologen und Universitätsprofessor Heinrich Müller heiratete.